# Rostjärnen (Laxsjö socken, Jämtland, 708327-144865)
Rostjärnen är en sjö i Krokoms kommun i Jämtland och ingår i Indalsälvens huvudavrinningsområde.